# Electric (bài hát)
"Electric" (tạm dịch: "Điện") là một bài hát được thu âm bởi nữ ca sĩ người Mỹ Katy Perry. Bài hát được phát hành vào ngày 14 tháng 5 năm 2021 bởi Capitol Records, với vai trò là đĩa đơn mở đường của album nhạc phim Pokémon 25. Đây là một bản nhạc pop được viết bởi Perry, Jon Bellion, Lucas Marx, Oliver Peterhof, Rachel Kanner, Bruce Wiegner, và Jordan Johnson và Stefan Johnson của The Monsters &amp; Strangerz, với phần sản xuất do ba người được đề tên ở cuối.
Đĩa đơn được phát hành kèm với một video âm nhạc. Good Morning America đã thông báo về việc phát hành video âm nhạc một ngày trước đó, vào ngày 13 tháng 5, với một đoạn video quay lén dài 30 giây. Video được đạo diễn bởi nhà làm phim người Mỹ gốc Mexico Carlos López Estrada. Video âm nhạc bắt đầu với cảnh Perry và Pikachu đi chơi ở Hawaii. Sau khi cả hai dừng lại ở một ngọn hải đăng, họ du hành ngược thời gian. Họ bắt gặp những phiên bản trẻ hơn của chính họ, biểu diễn tại chợ nông sản. Phiên bản cũ của Perry thao túng thị trường một cách tinh vi và phiên bản trẻ hơn của chính cô ấy để giúp cô ấy tìm ra phong cách của mình. Ở cuối video, phiên bản trẻ hơn của Perry giới thiệu về buổi biểu diễn đầu tiên của cô ở câu lạc bộ, cùng với Pichu.

## Danh sách bài hát
Tải kỹ thuật số / phát trực tuyến
1. "Electric" – 3:13

## Lịch sử phát hành
| Quốc gia       | Ngày                     | Định dạng                         | Hãng đĩa  | Nguồn  |
| -------------- | ------------------------ | --------------------------------- | --------- | ------ |
| Nhiều quốc gia | 14 tháng 5 năm 2021      | Tải kỹ thuật số • phát trực tuyến | Capitol   | [ 8 ]  |
| Ý              | 14 tháng 5 năm 2021      | Contemporary hit radio            | Universal | [ 9 ]  |
| Nhiều quốc gia | Ngày 11 tháng 6 năm 2021 | CD                                | Capitol   | [ 10 ] |